# Rutkowice (Płośnica)
Rutkowice (deutsch Ruttkowitz) ist ein Dorf in der polnischen Woiwodschaft Ermland-Masuren. Es gehört zur Gmina Płośnica (Landgemeinde Heinrichsdorf) im Powiat Działdowski (Kreis Soldau).

## Geographische Lage
Rutkowice liegt im Südwesten der Woiwodschaft Ermland-Masuren, 26 Kilometer südwestlich der früheren Kreisstadt Neidenburg (polnisch Nidzica) bzw. neun Kilometer nordwestlich der heutigen Kreismetropole Działdowo (deutsch Soldau i. Ostpr.).

## Geschichte

### Ortsgeschichte
Rotchen bzw. Rotchendorf, vor 1785 Ruckersdorf, nach 1785 Rudkowitz und nach 1820 Rutkowitz genannt, wurde 1397 erstmals erwähnt. Am 28. Mai 1874 wurde der Amtsbezirk Ruttkowitz im Kreis Neidenburg und Regierungsbezirk Königsberg (ab 1905: Regierungsbezirk Allenstein) in der preußischen Provinz Ostpreußen errichtet und sowohl die Landgemeinde Ruttkowitz als auch der Gutsbezirk Ruttkowitz eingegliedert.
Im Jahre 1910 zählteie Landgemeinde Ruttkowitz 198, der Gutsbezirk Ruttkowitz 102 Einwohner.
Ruttkowitz gehörte zu den Orten im Soldauer Gebiet. Der gesamte Amtsbezirk wurde am 10. Januar 1920 entsprechend den Bestimmungen des Versailler Vertrags an Polen abgetreten. 1931 zählte das aus Landgemeinde und Gutsbezirk vereinte und nunmehr „Rutkowice“ genannte Dorf 655 Einwohner und gehörte zu neu gebildeten Landgemeinde Płośnica (polnischer Name für Heinrichsdorf), die 1939 wieder zum Deutschen Reich kam, die deutsche Namensform erhielt und 1940 als neuer „Amtsbezirk Heinrichsdorf“ dem Kreis Neidenburg zugeordnet wurde.
Aber bereits 1945 wurde in Kriegsfolge das gesamte südliche Ostpreußen an Polen überstellt. Das wieder „Rutkowice“ genannte Dorf ist heute eine Ortschaft im Verbund der Gmina Płośnica (Landgemeinde Heinrichsdorf) im Powiat Działdowski (Kreis Soldau), bis 1998 der Woiwodschaft Ciechanów, seither der Woiwodschaft Ermland-Masuren zugehörig. Im Jahre 2011 zählte Rutkowice 398 Einwohner.

### Amtsbezirk Ruttkowitz (1874–1920)
Zum 1874 errichteten und 1920 an Polen abgetretenen Amtsbezirk Ruttkowitz gehörten fünf Kommunen:
| Deutscher Name  | Polnischer Name | Anmerkungen                                       |
| --------------- | --------------- | ------------------------------------------------- |
| Groß Tauersee   | Turza Wielka    |                                                   |
| Priom           | Prioma          |                                                   |
| Ruttkowitz (LG) | Rutkowice       |                                                   |
| Ruttkowitz (GB) |                 | nach 1920 mit der Landgemeinde Ruttkowitz vereint |
| Wessolowo       | Wesołowo        |                                                   |

## Kirche
Bis 1945 war Ruttkowitz resp. Rutkowice in die evangelische Kirche Heinrichsdorf (Kreis Neidenburg) in der Kirchenprovinz Ostpreußen der Kirche der Altpreußischen Union bzw. – nach 1920 – in der Diözese Działdowo der Unierten Evangelischen Kirche in Polen, außerdem in die römisch-katholische Kirche Groß Lensk (polnisch Wielki Łęck) eingepfarrt.
Heute gehört Rutkowice evangelischerseits zur Pfarrei der Erlöserkirche Działdowo in der Diözese Masuren der Evangelisch-Augsburgischen Kirche in Polen sowie katholischerseits zur St.-Barbara-Kirche Płośnica im Dekanat Działdowo der Region Brodnica (Strasburg) im Bistum Toruń (Thorn).

## Verkehr
Rutkowice liegt an einer Nebenstraße, die die Woiwodschaftsstraße 542 und die Woiwodschaftsstraße 544 miteinander verbindet. Außerdem verläuft eine von Turzwa Wielka ((Groß) Tauersee) kommende und nach Wysoka (Hohendorf) führende Nebenstraße durch den Ort.
Rutkowice liegt nördlich der Bahnstrecke Działdowo–Chojnice (deutsch Soldau–Konitz) und bildete ab 1887 mit seinem Nachbarort die gemeinsame Bahnstation „Heinrichsdorf-Ruttkowitz“ (in polnischer Zeit lediglich „Płośnica“ genannt). Im Jahre 2007 wurde ein Teilstück der Strecke stillgelegt, so dass die Bahnstation entfiel und Rutkowice jetzt ohne Bahnanbindung ist.